# 哆啦A夢 (2005年電視動畫)
《多啦A夢》是一部改编自藤子·F·不二雄同名漫畫作品的國民級日本動畫，本條目所述的是自2005年4月起於朝日電視台播出至今的版本，因擔演哆啦A夢的聲優為水田山葵，故又稱水田山葵版，通稱「水田版」、或水田山葵時期、Mizuta Edition（英語直譯）或2005年版（2005 anime，歐美）。本作為「大山版（1979-2005）」的正式延續篇，但世界觀和人物設定與前作略有不同。若然連同「1973年日視版」考慮，在製作歷史上可稱之為「動畫第2作第2期」。

## 背景
「大山版」的動畫播映了26年。根據配音員大山羨代的自傳及各種文獻，其實在2001年之時大山本人經已因為年事已高和身體狀況一度提出引退，直至動畫播映接近25週年之時（即2004年)，大山與其他主角配音員一同決定引退。朝日電視台等製作方亦認為要讓《哆啦A夢》繼續薪火相傳，「聲優交替」的消息於2004年11月正式發佈。大山版通常放映於2005年3月18日正式完結（3月25日為播映電影《大雄的貓狗時空傳》，但夾附了配音員的告別訊息）。新系列於2005年4月15日起首播，起用全新的製作群和配音員，由於擔演哆啦A夢的聲優為水田山葵，故本系列稱之為「水田版」。
新系列以回歸原點為賣點，再次以新畫風加以改編以符合時代感。主要跡象為將大山版已翻拍的原著故事重新動畫化，不過也開始翻拍以前未被改編的故事或是大規模將就故事加深加廣或原創新故事。人物和場景設定上亦貼近漫畫原著，故畫風上出現變化。這個新番的播送相當於一個新時代的開始，也有一部分哆啦A夢愛好者認為，此版本劇情和原著相比還是略輸文采（與藤子·F·不二雄之作相比較）。儘管在畫風上有很大的突破，人物形象基本與漫畫相同。但是大師的風采還是沒有被製作組以及老師的徒弟們突破，趣味的風采很少顯露出來。
另外這個影像是全高清按16:9分辨率製作的，而背景音樂、音效亦是全新設計，使用了26年的主題曲《哆啦A夢之歌》亦於新系列啟播半年後棄用，直至2019年4月5日起因慶祝40周年而重新翻唱再次使用。值得注意的是新版在人物刻畫上修改了以往人物出現較為爭議的性格描寫，或將其性情較「黑暗恐怖」的地方淡化隱去，劇情方面也多加修正，更偏向友情為主。另外水田山葵配音的哆啦A夢鼻音較重，尖叫時女聲更為明顯，但聲音還是較大山版年輕。
從2017年7月28日起，水田版動畫開始採用「雙監督」機制。由八鍬新之介接替善聰一郎成為新任監督，而由大杉宜弘擔任新設立的「首席導演」一職；美術方面，將動畫中的背景風格由原有的水彩風格轉變為水粉風格，整體配色更加鮮亮活潑。
自2019年10月5日起，更改38年來首次播出時段，將調整至每週六下午5點播出（《蜡笔小新》也一同更至每週六下午4點30分播出）。

2024年7月30日，巴哈姆特動畫瘋宣布將上架《新哆啦A夢》，代理商為木棉花國際。

## 角色配音
- 哆啦A夢-水田山葵
- 野比大雄-大原惠
- 源靜香-嘉數由美
- 剛田武-木村昴
- 骨川小夫-関智一
- 野比玉子-三石琴乃
- 野比伸助-松本保典
- 出木杉英才-萩野志保子（テレビ朝日アナウンサー）
- 世修-松本幸
- 哆啦美-藤本千秋
- 迷你哆啦-あかいとまと→金元壽子
- 静香的媽媽-折笠愛
- 静香的爸爸-田原Aruno
- 小夫的媽媽-高山南
- 小夫的爸爸-田中秀幸
- 小吉（小夫的表哥）-山崎たくみ
- 胖虎的媽媽-竹内都子（ピンクの電話）
- 胖虎的爸爸-辻親八
- 小珠-山崎バニラ[注 6]
- 酷哥（胖虎家的寵物）-高戸靖広
- 老師-高木涉
- 神成先生-寶龜克壽
- 小咪-丸田麻里
- シャミー-金井美香

## 主題曲及片尾曲
片頭曲
|   | 歌曲                      | 歌手       | 作詞     | 作曲                       | 編曲                       | 播放日期                                                                      |
| - | ------------------------- | ---------- | -------- | -------------------------- | -------------------------- | ----------------------------------------------------------------------------- |
| 1 | 「」（哆啦A夢之歌）       | 大杉久美子 | 楠部工   | 菊池俊輔                   | 西脇辰彌，中樂編曲：梁劍峰 | 2005年4月15日 - 2005年10月21日                                                |
| 2 | 「」（给我抱抱）          | 夏川里美   | 阿木燿子 | 宇崎龍童                   | 京田誠一                   | 2005年10月28日 - 2007年4月20日                                                |
| 3 | 「」（實現夢想的哆啦A梦） | mao        | 黑須克彥 | 黑須克彥                   | 大久保薫                   | 2007年5月11日 - 2019年9月6日（2008年7月11日 - 8月8日暫停） 、2024年11月16日 - |
| 4 | 「」（哆啦A夢）           | 星野源     | 星野源   | 星野源，間奏作曲：菊池俊輔 | 星野源                     | 2019年10月5日 - 2024年11月2日                                                 |

片尾曲
|   | 歌曲                        | 歌手                                           | 作詞          | 作曲     | 編曲                         | 播放日期                                                                                         |
| - | --------------------------- | ---------------------------------------------- | ------------- | -------- | ---------------------------- | ------------------------------------------------------------------------------------------------ |
| 1 | 「」                        | 水田山葵                                       |               | 澤田完   | 澤田完                       | 2005年8月5日 - 10月21日、2007年6月29日 - 8月17日、2008年7月11日 - 8月8日、2013年8月9日 - 8月30日 |
| 2 | 「」（哆啦A夢之歌40周年版） | 水田山葵、大原惠、嘉數由美、木村昴、關智一合唱 | 楠部工        | 菊池俊輔 | 常田真太郎，中樂編曲：梁劍峰 | 2019年4月5日 - 4月25日                                                                           |
| 3 | 「」（我是哆啦A夢40周年版） | 水田山葵                                       | 藤子·F·不二雄 | 菊池俊輔 | ha-j                         | 2019年5月10日 - 5月31日                                                                          |

OP3臺灣在《哆啦A夢：大雄的人魚大海戰》的片頭曲是國語版的。
2023年1月11日開始，臺灣播出時採用歌曲「ドラえもんのうた」（山野智子）、配OP1的畫面。

## 外部連結
- テレビ朝日「ドラえもん」公式サイト（页面存档备份，存于）
- ドラえもん 声優水田わさび公式ブログ（页面存档备份，存于）
- シンエイ動画「ドラえもん」ホームページ
  - シンエイ動画「ドラえもん」公式サイト
- 公式インターネットラジオ 「ドラえもん スーパーレディオステーション ドラチャン★ドラヂオ」
- Doraemon：ディズニーチャンネル（页面存档备份，存于）
- 豆瓣电影上《哆啦A夢(2005)》的資料 （简体中文）